# Pedro Montoliú Camps
Pedro Montoliú Camps (Madrid, 1954) és un periodista espanyol. És cronista de la vila de Madrid.

## Biografia
Va néixer en Madrid en 1954. Es va llicenciar en Periodisme en la facultat de Ciències de la Informació de la Universitat Complutense en 1976. Va començar a col·laborar en 1974 en nombroses publicacions (Triunfo, Posible, Realitades, Informaciones), abans d'entrar com a redactor fundacional de El País, periòdic en el qual va treballar quinze anys i va ser cronista municipal i sotscap de Local.
Després de dirigir la revista La Esfera, el departament de Comunicació de la Conselleria de Política Territorial de la Comunitat de Madrid i la seva pròpia empresa de comunicació, va ser nomenat responsable del suplement local de Madrid en el diari La Vanguardia, periòdic del qual va ser delegat adjunt a Madrid. En 2001 va fundar i va començar a dirigir Madridiario.es el primer portal digital dedicat a la informació de Madrid, càrrec que ocupa en l'actualitat.
Conferenciant, comentarista de temes locals en diferents emissores i articulista en nombroses publicacions, entre elles ABC i La Vanguardia, ha rebut el Premi Mesonero Romanos de l'Ajuntament de Madrid (1985) i el Premi de la Cambra de Comerç i Indústria de Madrid (1987). Ha estat membre del jurat del Premi de Recerca Antonio Maura i és jurat del premi Mesonero Romans de Periodisme, convocat per l'Ajuntament de Madrid, i del Premi Riu Manzanares, de novel·la, convocat per l'Empresa Municipal de Sòl i Habitatge. També presideix el jurat dels Premis Madrid que atorga Madridiario.
El Ple de l'Ajuntament de Madrid li va nomenar en 1999 cronista de la vila de Madrid; en 2004 va ser triat membre permanent de l'Institut d'Estudis Madrilenys i en 2009 va rebre el Premi Francs Rodríguez de l'Associació de la Premsa de Madrid a tota la seva trajectòria professional dedicada a Madrid.
Ha compaginat la seva tasca professional amb l'estudi de la història de la ciutat de Madrid. Ha estat així mateix coautor del llibre Palace hotel (amb dues edicions en 1999 i 2009) i coordinador de la guia Lo mejor de Madrid de la Institució Firal de Madrid durant els anys 1996, 1997 i 1998. En 2002 va publicar la seva primera novel·la La memoria de cristal.

## Obra
- Once siglos de mercado madrileño (1985) amb tres edicions prologades pels alcaldes Enrique Tierno Galván, Juan Barranco i Agustín Rodríguez Sahagún.
- Madrid Villa y Corte (1987),[4] obra compuesta por tres volúmenes y prologada por Julio Caro Baroja, cuya primera parte fue revisada y ampliada en el libro Madrid, Villa y Corte. Historia de una ciudad (1996) y la segunda con el nombre de Madrid, Villa y Corte. Calles y plazas que fue editada en 2002.
- El ayer, hoy y mañana de las ferias de Madrid (1989).
- Fiestas y tradiciones madrileñas (1990), amb pròleg de Francisco Nieva,[5] que va rebre el premi al millor llibre sobre Madrid de la Fira del Llibre de 1991.
- Madrid 1900, publicat en 1994 amb pròleg de José Luis López Aranguren.
- Madrid en la guerra civil. La historia (1998).
- Madrid en la guerra civil. Los protagonistas (1999).[6]
- Enciclopedia de Madrid (2002)[1]
- Madrid en la posguerra. 1939-1946. Los años de la represión.
- Madrid bajo la dictadura 1947-1959 (2010)[7]